# Jablonné nad Orlicí
Jablonné nad Orlicí (in tedesco Gabel an der Adler) è una città della Repubblica Ceca facente parte del distretto di Ústí nad Orlicí, nella regione di Pardubice.